# Alberto Maria Rodrigues
Alberto Maria Rodrigues CBE  •  ED  •  FRCPE (em chinês:  羅理基; Hong Kong, 5 de novembro de 1911 – 5 de fevereiro de 2006), mais conhecido em Hong Kong por Alberto Rodrigues, foi um médico, político e académico honconguês. Foi membro sénior não oficial do Conselho Executivo de Hong Kong e pró-chanceler e presidente do conselho de administração executivo da Universidade de Hong Kong.

## Biografia
Alberto Rodrigues nasceu a 5 de novembro de 1911 em Hong Kong, no dia da comemoração da noite de Guy Fawkes. A sua mãe morreu algumas semanas depois dele nascer e seu pai morreu quando ele tinha nove anos de idade. Ele foi criado por um tio que teve sete filhos.
Alberto estudou no Colégio de São José e na Universidade de Hong Kong com a bolsa de estudos Inês Soares. Ele foi capitão da equipa de críquete da universidade e chegou aos primeiros lugares do campeonato em 1932. Alberto também foi capitão da equipa de hóquei de Hong Kong. Embora estivesse preocupado com as atividades desportivas, ele passou seus exames finais na medicina em 1934, tendo concluído os estudos e conquistado o Prémio Chan Kai Ming. Nos três anos seguintes, estudou pediatria, obstetrícia e ginecologia em Lisboa e Londres, antes de fundar o seu consultório em Hong Kong no ano de 1937.
Alberto era um desportista popular no críquete, ténis e badmínton, tendo também representado a equipa de Hong Kong no hóquei contra as equipas da Malásia e de Macau.

## Serviços públicos
Nas eleições municipais de 1940, foi eleito ao Conselho Urbano de Hong Kong, tornando-se o membro mais jovem sem a ajuda de qualquer organização com plataforma política. Ele retomou seu escritório após a guerra até 1950, quando foi para a América do Norte.
Alberto era membro do Corpo de Voluntários e Defesa Civil de Hong Kong e foi mantido prisioneiro de guerra como tenente no Campo Sham Shui Po, durante a ocupação japonesa de Hong Kong. Foi promovido a capitão e foi feito membro da Ordem do Império Britânico (divisão militar), após a guerra. Em 1949, foi condecorado com a Ordem de Cristo pelo presidente da República Portuguesa pelos serviços prestados à comunidade portuguesa.
Em 1950, Alberto foi para a América do Norte para concluir a pós-graduação. Após regressar a Hong Kong em 1953, foi nomeado ao Conselho Legislativo de Hong Kong em 1959 e ao Conselho Executivo de Hong Kong, onde tornou-se membro sénior não oficial até se reformar em 1974. Mais tarde, foi nomeado Oficial da Ordem do Império Britânico em 1960 e Comendador da Ordem do Império Britânico em 1964. Foi agraciado com o grau de Cavaleiro da Ordem Nacional da Legião de Honra em 1962 e foi agraciado com o grau de Cavaleiro Grã-Cruz da Ordem de São Silvestre Papa em 1966. Ele foi nomeado cavaleiro pela rainha Isabel II do Reino Unido em 1971, em reconhecimento por suas importantes contribuições para a comunidade de Hong Kong.
Alberto foi nomeado presidente do conselho de administração da Universidade de Hong Kong em 1962, como parte das celebrações do Jubileu de Ouro. Foi agraciado com o grau de Legum Doctor (honoris causa) no mesmo ano pela Universidade de Hong Kong.

## Morte
Alberto morreu no Hospital de São Paulo a 5  de fevereiro de 2006. Sua primeira esposa Cynthia Maria Silvia morreu em 1987 e sua segunda esposa Ana Maria (Aninhas) de Azevedo de Castro Basto morreu em 2002. Alberto teve três filhos, um homem e duas mulheres: Albert (Tito), Ann e Mari e vários netos e bisnetos. Ele foi sepultado no Cemitério Católico do Jardim do Getsémani em Surrey, no Canadá.